# Mohamed Zinet
Mohamed Zinet (en arabe : محمد زينت) est un acteur et réalisateur algérien, né le 16 janvier 1932 dans la Casbah d'Alger en Algérie, et mort le 10 avril 1995 à Bondy en France.

## Biographie
Né en 1932 à Alger, Mohamed Zinet se passionne très jeune pour le théâtre, il anima une troupe amateur baptisée El-Manar El-Djazairi (Le Flambeau Algérien) et en 1947, à Paris, il présente une adaptation du Bourgeois Gentilhomme de Molière à la salle Wagram.
Officier de l’Armée de Libération Nationale (ALN) pendant la guerre d’indépendance, il est grièvement blessé lors d'une mission, puis acheminé à Tunis où se crée la troupe artistique du Front de Libération Nationale (FLN) qui constitue le noyau du futur Théâtre National Algérien. Durant son séjour à Tunis, il tient le rôle de Lakhdar dans Le Cadavre Encerclé de Kateb Yacine, mis en scène par Jean-Marie Serreau,.
Après un premier stage en 1959 au Berliner Ensemble en RDA, Mohammed Zinet en effectue un second au Kammerspiele de Munich en 1961. L’année suivante, il séjourne à Paris où il est engagé par Jean-Marie Serreau pour la tournée scandinave des Bonnes de Jean Genet et Amédée ou Comment s'en débarrasser d’Eugène Ionesco.

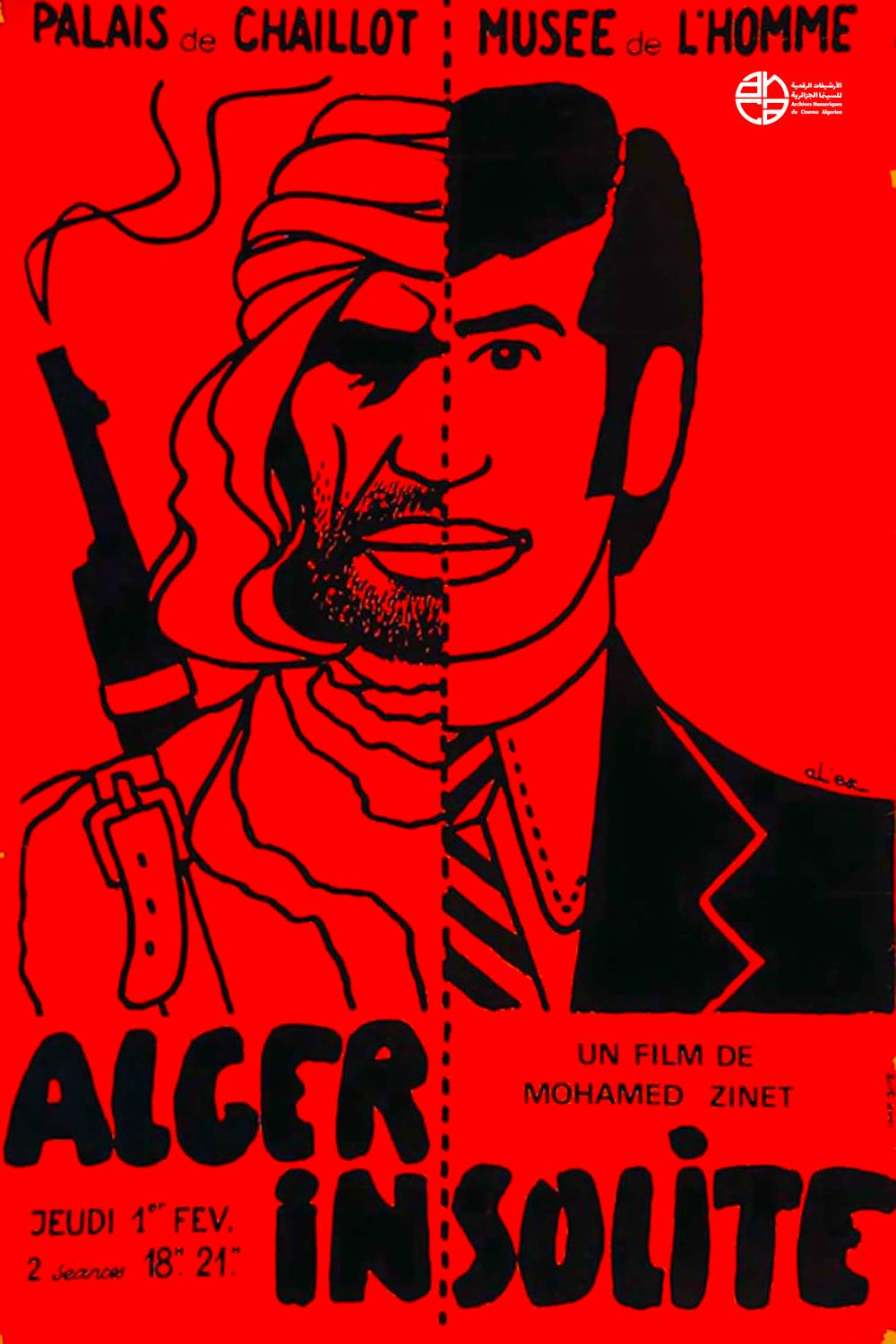

De retour à Alger en 1964, il participe à la création de la société Casbah Films avec Yacef Saâdi et sera assistant sur Les Mains Libres d’Ennio Lorenzini (1964) et La Bataille d'Alger de Gillo Pontecorvo (1966). Il est également sollicité comme acteur dans Monangambée de Sarah Maldoror (1968) et Les Trois Cousins ainsi que Les Ajoncs de René Vautier (1970).
Il est enfin l’auteur d’une pièce inédite intitulée Tibelkachoutine (L’Homme Aux Brindilles) en berbère, créée en 1953 témoigne de sa grande admiration pour Charlie Chaplin et le cinéma muet. Une pièce présentée en Tunisie, qu'il envisageait d'adapter pour le cinéma mais le film ne verra jamais le jour.
Réalisé en 1971, Tahya Ya Didou ! est le seul long-métrage du réalisateur Mohamed Zinet. Dans ce film, il expose sa vision de l'Algérie indépendante avec réalisme et poésie en faisant découvrir la Casbah et Alger la blanche, perle de la Méditerranée, dans un dialogue poétique raconté par son ami, le poète Himoud Brahimi. Le résultat, une comédie inclassable, pleine de vie et de fantaisie, de fraîcheur et de poésie, devenue peu à peu culte pour les cinéphiles, qui ne fut pas au départ du goût des commanditaires de la municipalité d'Alger qui en attendaient un documentaire touristique sur la capitale. Résultat,Tahya Ya Didou !  n'a jamais connu de sortie véritable. Le film, dont une copie pellicule sera finalement retrouvée, est restauré et numérisé en 2016,,.
Par la suite, tout au long des années 1970, Mohamed Zinet jouera entre autres dans Le Bougnoul de Daniel Moosmann (1974), Dupont Lajoie de Yves Boisset(1974), La Vie Devant Soi de Moshe Mizrahi (1977), Robert et Robert de Claude Lelouch (1978), Le Le Coup De Sirocco de Alexandre Arcady (1979), etc.
Décédé le 10 avril 1995 à Bondy (région parisienne), après plusieurs années d’hospitalisation, Mohamed Zinet est enterré au cimetière d’El-Kettar à Alger.

## Filmographie
- 1970 : Les Ajoncs de René Vautier - court métrage
- 1970 : Monangambée de Sarah Maldoror - court métrage
- 1970 : Les Trois Cousins de René Vautier - court métrage
- 1971 : Tahia Ya Didou ! (Alger Insolite) de Mohamed Zinet, également le scénariste - Hassan
- 1974 : Le Bougnoul de Daniel Moosmann - Mehdi Ben Chraïdi
- 1974 : Dupont Lajoie d'Yves Boisset - Le frère de Saïd
- 1977 : La Vie Devant Soi de Moshe Mizrahi - Kadir Youssef
- 1978 : Le Coup De Sirocco de Alexandre Arcady - Le porteur
- 1978 : Robert et Robert de Claude Lelouch - Ali Salem
- 1978 : Médecins de nuit de Philippe Lefebvre, épisode : Michel
- 1978 : Médecins de nuit de Philippe Lefebvre, épisode : Alpha
- 1978 : Médecins de nuit de Philippe Lefebvre, épisode : Jean-François
- 1979 : Les Cinq Dernières Minutes, épisode Chassez le naturel de Claude Loursais
- 1979 : Mais qu'est-ce que j'ai fait au bon Dieu pour avoir une femme qui boit dans les cafés avec les hommes ? de Jan Saint-Hamont - Moktar, l'employé du garage
- 1979 : Les Enquêtes du commissaire Maigret, épisode : Maigret et l'Indicateur d'Yves Allégret
- 1980 : Les Sous-doués de Claude Zidi - Mustapha, le terroriste à la couscoussière
- 1980 : Aziza de Abdellatif Ben Ammar - Si Béchir